# Hydrelia inornata
Hydrelia inornata är en fjärilsart som beskrevs av George Duryea Hulst 1896. Hydrelia inornata ingår i släktet Hydrelia och familjen mätare. Inga underarter finns listade i Catalogue of Life.